# NGC 7462
NGC 7462 este o galaxie spirală situată în constelația Cocorul. A fost descoperită în 1834 de către John Herschel. Se află la o distanță de 9,42 megaparseci de Pământ.